# 波動関数
波動関数（はどうかんすう、英: wave function）は、量子力学において純粋状態を表す複素数値関数。量子論における状態については量子状態を参照。

## 定義
ここでは量子状態を表す状態ベクトルから波動関数を定義する。ただし状態ベクトルと波動関数は等価であるため（後述）、扱う問題に応じて状態ベクトルと波動関数による表現を行き来することができる。
あるオブザーバブルを表すエルミート演算子 {\displaystyle {\hat {A}}} を考え、その固有値 {\displaystyle a_{n}} が離散的であるとする。エルミート演算子 {\displaystyle {\hat {A}}} の性質として、全ての固有ベクトルの集合 {\displaystyle \{|a_{n}\rangle \}} は完全系をなすため、任意の状態ベクトル {\displaystyle |\psi \rangle } は {\displaystyle \{|a_{n}\rangle \}} の線形結合（重ね合わせ）として表すことができる。
{\displaystyle |\psi \rangle =\sum _{n}\psi (a_{n})|a_{n}\rangle }
上記の展開係数 {\displaystyle \psi (a_{n})} を「基底 {\displaystyle \{|a_{n}\rangle \}} 表示での波動関数」と呼ぶ。
またエルミート演算子の固有ベクトルは互いに直交する（ように選べる）。{\displaystyle \{|a_{n}\rangle \}} が正規直交基底をなすとすると、この式と {\displaystyle |a_{n}\rangle } との内積をとることで {\displaystyle |a_{n}\rangle } にかかる展開係数が得られる。
{\displaystyle \langle a_{n}|\psi \rangle =\psi (a_{n})}
このように基底を一つに決めると、状態ベクトルと波動関数は片方が分かればもう片方を求めることができ、一対一対応の関係になっている。したがって波動関数は、その変数が決まっているときには状態ベクトルと等価である。このため波動関数は量子状態を表す関数として用いることができる。
一般的に量子状態は複素ヒルベルト空間上のベクトルで表されるため、波動関数は一般的に複素数関数である。

### 位置表示
基底として位置を表す演算子 {\displaystyle {\hat {x}}} の固有ベクトル、つまり位置が定まった状態の全体 {\displaystyle \{|x\rangle \}} を選んだ場合、任意の状態を {\displaystyle \{|x\rangle \}} の重ね合わせで表現できる。この基底に対する係数 {\displaystyle \psi (x)} を座標表示での波動関数、あるいはシュレーディンガーの波動関数などと呼ぶ。
通常、位置は連続的な値を取るため、状態ベクトルの展開は形式的に積分形で表される：
{\displaystyle |\psi \rangle =\int \psi (x)|x\rangle dx}
波動関数 {\displaystyle \psi (x)} を定めれば {\displaystyle |\psi \rangle } は一意的に決まるので、{\displaystyle |\psi \rangle } の代わりに {\displaystyle \psi (x)} を用いても状態を表すことができる。

### 運動量表示
基底として運動量を表す演算子 {\displaystyle {\hat {p}}} の固有ベクトル、つまり運動量が定まった状態の全体 {\displaystyle \{|p\rangle \}} を選んだ場合、{\displaystyle \psi (p)} を運動量表示での波動関数と呼ぶ。
{\displaystyle |\psi \rangle =\int \psi (p)|p\rangle dp}
ここでは関数のラベルとして位置表示と同じ文字 {\displaystyle \psi } を用いたが、その関数形は全く異なることに注意。

## 確率振幅
ボルンの規則によると、ある状態{\displaystyle |\psi \rangle \ }における物理量（オブザーバブル）{\displaystyle A\ }の測定（理想測定）をしたとき、その測定値の確率分布は次のように、物理量{\displaystyle A}による表示をした波動関数{\displaystyle \psi (a)=\langle a|\psi \rangle }の絶対値の二乗となる。このように (絶対値) 二乗が確率を与えるものを確率振幅と呼ぶ。
{\displaystyle P(a)=\langle \psi |a\rangle \langle a|\psi \rangle =|\psi (a)|^{2}\ }
例えば、ある状態{\displaystyle |\psi \rangle \ }における運動量{\displaystyle p\ }の測定を数多くしたとき、測定値が「運動量を表すエルミート演算子{\displaystyle {\hat {p}}\ }の固有値の一つ{\displaystyle p_{1}\ }」である頻度は
{\displaystyle P(p_{1})=|\psi (p_{1})|^{2}\ }
に収束する。
他にも、波動関数 {\displaystyle \left.\Psi (x,t)\right.} の絶対値二乗は、位置の測定を行った場合の測定値の確率分布を与える。
より正確には、位置{\displaystyle {\hat {x}}}の固有値が離散的である場合、「状態 {\displaystyle |\Psi \rangle } において時刻 {\displaystyle t\ } で位置 {\displaystyle {\hat {x}}} の理想測定をしたとき、測定値のバラつきを表す確率分布が {\displaystyle P(x,t)=|\Psi (x,t)|^{2}\ } である」。

しかし、そのためには、全空間のどこかで観測される確率は1 (100％) であることから、
{\displaystyle \sum _{i}P(x_{i},t)=1}
のように規格化される。
位置の観測量が連続的に与えられている場合は、「測定値がある一点{\displaystyle x}である確率{\displaystyle P(x,t)}」は意味を成さない。そのような場合、{\displaystyle P(x,t)}は、確率ではなく、「小区間 {\displaystyle [x,x+\delta x]} の中に観測される確率密度」として扱われ、規格化条件も和から積分へ変わる。
{\displaystyle \int _{V}P(x,t)dx=1}
積分変数が位置{\displaystyle x}になっていて、長さの次元を持つことからも分かる通り、物理量の固有値が連続的に存在する場合（連続スペクトル）、対応する確率分布の次元は、無次元ではなく、物理量の逆の次元、この場合は「{\displaystyle L^{-1}}（長さの逆数）」になる。このとき、{\displaystyle P(x,t)}は「単位長さ当たりの確率」、すなわち確率密度として解釈される。
なお、波動関数の絶対値二乗が「存在確率」と言われることもあるが、正確ではない。確率解釈では、ボルンの規則は「理想測定を行った場合の測定結果の確率分布」であって、測定を行っていない場合の「存在」や「確率」について何かを言っているわけではない。

### 波動関数の次元について
離散スペクトルと連続スペクトルの規格化条件を見比べてみると、それぞれの波動関数の次元は異なることがわかる。
- 離散固有値の固有関数で表示した波動関数は、常に無次元量である。
- 連続固有値の固有関数で表示した波動関数は、状況によって様々な規格化条件があるので、波動関数の次元は状況によって異なる。

## 重ね合わせ
波動関数の線形結合によって別の波動関数を作ることができる。
例えば2つの異なる波動関数 {\displaystyle \psi _{1}} と {\displaystyle \psi _{2}} の線形結合として、新たな波動関数 {\displaystyle \psi } を考えることができる。
{\displaystyle \psi =c_{1}\psi _{1}+c_{2}\psi _{2}.}
この波動関数の二乗絶対値は以下のように書ける。
{\displaystyle |\psi |^{2}=|c_{1}|^{2}|\psi _{1}|^{2}+c_{1}^{*}c_{2}\psi _{1}^{*}\psi _{2}+c_{2}^{*}c_{1}\psi _{2}^{*}\psi _{1}+|c_{2}|^{2}|\psi _{2}|^{2}.}
第1, 4項はそれぞれ {\displaystyle \psi _{1}} および {\displaystyle \psi _{2}} の与える確率密度に（係数を除き）一致するが、第2, 3項はどちらにも一致しない。第2, 3項は2つの波動関数 {\displaystyle \psi _{1},\psi _{2}} の干渉を生じさせる。
逆に、ある状態をいくつかの状態の重ね合わせに分解することもできる。重ね合わせに関する有名な思考実験にシュレーディンガーの猫がある。

## 固有状態
物理量を表すエルミート演算子の固有関数は、その物理量の固有状態と呼ばれる。固有状態は、物理量が確定した値をもつような状態である。
特に重要なのは、全エネルギーを表すハミルトニアンの固有関数であり、エネルギー固有状態と呼ばれる。ハミルトニアンの固有値方程式は時間に依存しないシュレーディンガー方程式と呼ばれる。
{\displaystyle {\hat {H}}\psi (x)=E\psi (x)}
化学や物性物理学の分野では、エネルギー固有状態は軌道（関数）とも呼ばれる。

## 波動関数の時間変化
波動関数の時間変化は、次の式に従う。
{\displaystyle i\hbar {\frac {d}{dt}}\psi (x,t)={\hat {H}}\psi (x,t)}
ここで {\displaystyle \hbar } は換算プランク定数、{\displaystyle {\hat {H}}} はハミルトニアンである。
この式は時間に依存するシュレーディンガー方程式と呼ばれる。
この時間変化はユニタリー変換であり、時間変化しても確率が保存されている。

## 測定に伴う変化
波動関数 {\displaystyle \psi } で表される量子状態に対して、物理量 {\displaystyle {\hat {A}}} の測定（理想測定）を行ったとする。ボルンの規則によれば、{\displaystyle {\hat {A}}} の固有値のいずれかが測定値として得られる。測定値が {\displaystyle a_{i}} だったとすると、測定後の（測定結果を条件とした）量子状態は固有値 {\displaystyle a_{i}} に対応する固有状態となり（射影仮説）、
測定後の量子状態を表す波動関数は測定前の {\displaystyle \psi } と大きく異なることがある。
これを「波動関数の収縮」ということがある。
このような測定に伴う波動関数の変化（ないし更新）は、前述のシュレーディンガー方程式で表されるものとは異なる。

## 解釈問題
ボルンの規則に従って、波動関数の絶対値の2乗は、その波動関数の基底となる固有状態を見出す確率ないし確率密度関数と対応付けられることが知られている。
他方、量子力学の枠組みにおいて、系の状態は波動関数によって指定される。これは古典力学において適当な物理量の値の組で系の状態を指定できたことと対照的である。
古典力学に基づくなら、物理量の値は測定せずとも定まっていると考えることができたが、量子力学に基づくなら、物理量の値そのものを決定することはできず、その確率分布しか知ることができない。
系が確率的に振る舞うことに対して、古典的な確率現象のように何らかの粗視化や系に対する知識の不足によって生じていると考えるのではなく、本質的に確率的な振る舞いをしていると考えるならば、前述の古典力学的な描像で系の状態を考えることは困難となる。
また、測定に伴って被測定系へ及ぼされる影響についても古典力学と量子力学で異なる点がある。
古典論では被測定系の状態を変化させずに物理量を測定できると考えることができたが、量子論においては、例えばある物理量を正確に測定した場合、測定系にとっての被測定系の状態は、測定に伴って測定値に対応する固有状態に変化していると考えなければならない。
前述の通り、波動関数は測定値の確率分布に関連しているため、確率分布が測定に伴って変化するならば、測定に伴って波動関数もまた変化しなければならない。
特に、物理量を正確に測定した場合、波動関数は対応する固有状態へ「収縮」する。
もし波動関数が（例えば電磁場のような）物理的実体を伴うものだと考えると、この「波動関数の収縮」の解釈には困難が伴うことが知られている。例えばEPRパラドックスとして指摘されたように、（量子力学の理論上）測定に伴って光速を超えて（従って相対性理論に整合しない）「収縮」が生じているように見える系について、そのような「収縮」が起こり得ないことを説明する必要が生じる。
もう一つの波動関数の重要な性質として、波動関数の重ね合わせとそれに伴う干渉がある。例えば二重スリット実験では、単スリット実験から得られる波動関数の重ね合わせによって、二重スリット系の波動関数が得られる。二重スリット系の粒子の存在確率分布は、単スリットの波動関数同士の干渉により、単スリット系での分布の重ね合わせとは異なることが知られている。この干渉は、スリットを通過する粒子の運動を（純粋に）古典力学的に解釈する限り説明できない。
確率的な振る舞いと重ね合わせに関連して、量子系と古典系が相互作用する系では「シュレーディンガーの猫」のような微妙な状態が存在し得る。通常、「猫」のような巨視的な対象は古典力学に従った振る舞いをすると考えられるが、測定器系を通じて崩壊性原子のような系と相関している場合、量子力学に従うならば、「猫の生死」のような巨視的な事象まで被測定系の振る舞いに依存してしまうことが示唆される。特に測定前の状態においては、猫系もまた量子力学的な重ね合わせ状態として記述されなければならない。
波動関数の「実在」を認めるなら、猫の重ね合わせ状態もまた何らかの形で「実在」すると考えなければならない。
「シュレーディンガーの猫」の思考実験から発展して、「ウィグナーの友人」のような系を考えることができる。「ウィグナーの友人」系では何らかの量子系に対して測定を行う系1（「友人」）と、系1に対して測定を行う系2（「ウィグナー」）が登場する。系1にとって測定結果を得た時点で対象の量子系の波動関数は「収縮」したように見えるが、系2にとっては系1の測定結果を（系1を通じて）観測するまで、量子系の波動関数は「収縮」していないように見える。このように「収縮」がいつどのように生じたかは、観測者の立場に依存しているように見える。
以上のような波動関数によって示唆される「現象」に対して、その解釈を巡って様々な提案がなされている。よく知られている例として、コペンハーゲン解釈、多世界解釈、ボーム解釈などが挙げられる。これらの解釈は波動関数がシュレーディンガー方程式に従って時間発展することは認めるが、観測に伴う干渉の消失（デコヒーレンス）や「波動関数の収縮」のメカニズムや波動関数が測定値の確率分布に対応する理由に対する説明が異なっており、そのため理論の適用範囲や検証可能性がしばしば議論の対象となっている。
典型的なコペンハーゲン解釈においては、波動関数は客観的な実体あるものではなく、観測者の主観によって定まるとされる。従ってコペンハーゲン解釈の下では、「波動関数の収縮」は非物理的な現象であり、相対論を破るものとは考えない。
多世界解釈では、「波動関数の収縮」は生じず、量子系はあくまでシュレーディンガー方程式に従って連続的に（ユニタリ）時間発展をすると考える。多世界解釈において「波動関数の収縮」に相当する過程は、観測者が辿り得た歴史の（互いに干渉することのない）分岐として表現される。

## 数学的定式化
２つの波動関数の重ね合わせ(加算)が物理的に意味を持つので、波動関数は加算に関する数学である線形代数に従うと期待される。しかし、波動関数の線形代数での次数を有限な自然数Ｎと仮定すると、正準交換関係と両立しない。したがって線形代数を使うことにこだわるならば、いわば「無限次元」の線形代数を使用しなければならない。ノイマンはユークリッド空間の無限次元版であるヒルベルト空間を用い、質点の量子力学での波動関数の数学的定義を作成した。しかし、同じ手法は多粒子の量子論、場の量子論では十分な成功を収めておらず、波動関数・量子場の数学的定式化は未解決の問題である。
波動関数の数学的定式化に関する試みの一つとして、ノイマンとは異なる数学的定義を用い、虚数を廃した実数だけの量子力学を建設する試みが複数行われている。ある試みでは、水素原子からの光の波長についてはシュレーディンガー方程式と同じ結果になるが、多粒子系については通常の量子力学と異なる結果になり、実験値との差が大きいため、複素数を使う通常の量子力学より優位であるとは言えない。
この「実数だけの量子力学を作る」という試みは、通常の量子力学とは別の基礎方程式を出して優劣を議論する、というものであり、基礎方程式を変更しない多世界解釈とは異なる。多世界解釈は実験に対応する物理量の定義を変更しようとするものであるが、上記の実数だけの量子力学は物理量の定義を変更するものではない。
熱力学では数学的定式化の改良において、熱力学の公理系の変更と並んで物理量の定義の変更も試みられている。それと比較して、量子力学の数学的定式化の理解、すなわち、波動関数の数学的定義、量子力学の公理系、量子力学の数理論理的な性質(量子論理)についての理解は不十分である。